# تیم دوچرخه‌سواری بیانکی
تیم دوچرخه‌سواری بیانکی (ایتالیایی: Bianchi) یک تیم دوچرخه‌سواری در کشور ایتالیا بوده.
این تیم در سال ۱۸۹۹ تأسیس و در سال ۲۰۰۳ منحل شده‌است. تیم بیانکی سابقه ۹ قهرمانی در بخش تیمی جیرو دیتالیا را در کارنامه دارد.